# سگامور، شهرستان آرمسترانگ، پنسیلوانیا
سگامور (به انگلیسی: Sagamore) یک منطقهٔ مسکونی در ایالات متحده آمریکا است که در شهرستان آرمسترانگ، پنسیلوانیا واقع شده‌است. سگامور ۳۴۵٫۰۴ متر بالاتر از سطح دریا قرار دارد.